# Champagné-Saint-Hilaire
Pour les articles homonymes, voir Saint-Hilaire.
Champagné-Saint-Hilaire est une commune du Centre-Ouest de la France, située dans le département de la Vienne en région Nouvelle-Aquitaine.

## Géographie
La commune est au premier rang en superficie (5,2 %) et au 9e rang en nombre d’habitants (5,2 %) sur les 40 communes composant le Pays civraisien.

### Localisation
Champagné-Saint-Hilaire est située dans le département de la Vienne, à 30 km au sud de Poitiers.
La superficie de la commune est de 46,9 km2.

### Communes limitrophes
| Anché             | Marnay                  | Magné              |
| Valence-en-Poitou | Champagné-Saint-Hilaire | La Ferrière-Airoux |
|                   | Romagne                 | Sommières-du-Clain |

### Géologie et relief
La commune est l'une des plus élevées du département de la Vienne, derrière la colline de Prun située sur la commune d'Adriers.
Son point culminant, la butte de Fougeré, culmine à l’altitude de 195 mètres. Cette haute colline est l'expression topographique d'une structure tectonique profonde, un horst, qui remonte à la surface les terrains granitiques du massif ancien sous-jacent (d'une part entre les hameaux de Lime et du Pouyaud et, d'autre part, aux environs de Vieillemonnaie/Villemonnay). À son pied, des étendues de champs, de prés et d'étangs ont remplacé celles de bocages, de bois et de brandes qui existaient au XIXe siècle.
Le horst de Champagné-Saint-Hilaire est la principale structure tectonique de la partie centrale du seuil du Poitou. Il est positionné sur un axe haut régional axe Nord-Ouest/Sud-Est, de direction dite sud-armoricaine. Cet axe part de Pouzauges en Vendée, passe par Vasles (Deux-Sèvres), Curzay-sur-Vonne, Lusignan et Champagné-Saint-Hilaire, et ses cassures se poursuivent  jusqu'aux environs de Limoges en passant par Availles-Limouzine (Vienne),
Deux autres horsts sont présents dans cette région du seuil du Poitou équidistante entre les Massifs central et armoricain : le  horst de Ligugé (Vienne) au nord et le horst de Montalembert (Deux-Sèvres) au sud. Mais le horst de Champagné-Saint-Hilaire est le plus proéminent des trois.

### Climat
Pour des articles plus généraux, voir Climat de la Nouvelle-Aquitaine et Climat de la Vienne.
Historiquement, la commune est exposée à un climat océanique du nord-ouest.  
En 2020, Météo-France publie une typologie des climats de la France métropolitaine dans laquelle la commune est exposée à un climat océanique altéré et est dans la région climatique  Poitou-Charentes, caractérisée par un bon ensoleillement, particulièrement en été et des vents modérés.
Pour la période 1971-2000, la température annuelle moyenne est de 11,6 °C, avec une amplitude thermique annuelle de 15 °C. Le cumul annuel moyen de précipitations est de 841 mm, avec 11,6 jours de précipitations en janvier et 7 jours en juillet. Pour la période 1991-2020, la température moyenne annuelle observée sur la station météorologique la plus proche, située sur la commune de La Ferrière-Airoux à 5 km à vol d'oiseau, est de 12,4 °C et le cumul annuel moyen de précipitations est de 762,1 mm,. Pour l'avenir, les paramètres climatiques de la commune estimés pour 2050 selon différents scénarios d’émission de gaz à effet de serre sont consultables sur un site dédié publié par Météo-France en novembre 2022.

## Urbanisme

### Typologie
Au 1er janvier 2024, Champagné-Saint-Hilaire est catégorisée commune rurale à habitat très dispersé, selon la nouvelle grille communale de densité à sept niveaux définie par l'Insee en 2022.
Elle est située hors unité urbaine. Par ailleurs la commune fait partie de l'aire d'attraction de Poitiers, dont elle est une commune de la couronne,. Cette aire, qui regroupe 97 communes, est catégorisée dans les aires de 200 000 à moins de 700 000 habitants,.

### Occupation des sols
L'occupation des sols de la commune, telle qu'elle ressort de la base de données européenne d’occupation biophysique des sols Corine Land Cover (CLC), est marquée par l'importance des territoires agricoles (88,4 % en 2018), une proportion sensiblement équivalente à celle de 1990 (88,9 %). La répartition détaillée en 2018 est la suivante : 
terres arables (50,8 %), prairies (25,3 %), zones agricoles hétérogènes (12,4 %), forêts (9,8 %), zones urbanisées (1,7 %). L'évolution de l’occupation des sols de la commune et de ses infrastructures peut être observée sur les différentes représentations cartographiques du territoire : la carte de Cassini (XVIIIe siècle), la carte d'état-major (1820-1866) et les cartes ou photos aériennes de l'IGN pour la période actuelle (1950 à aujourd'hui).

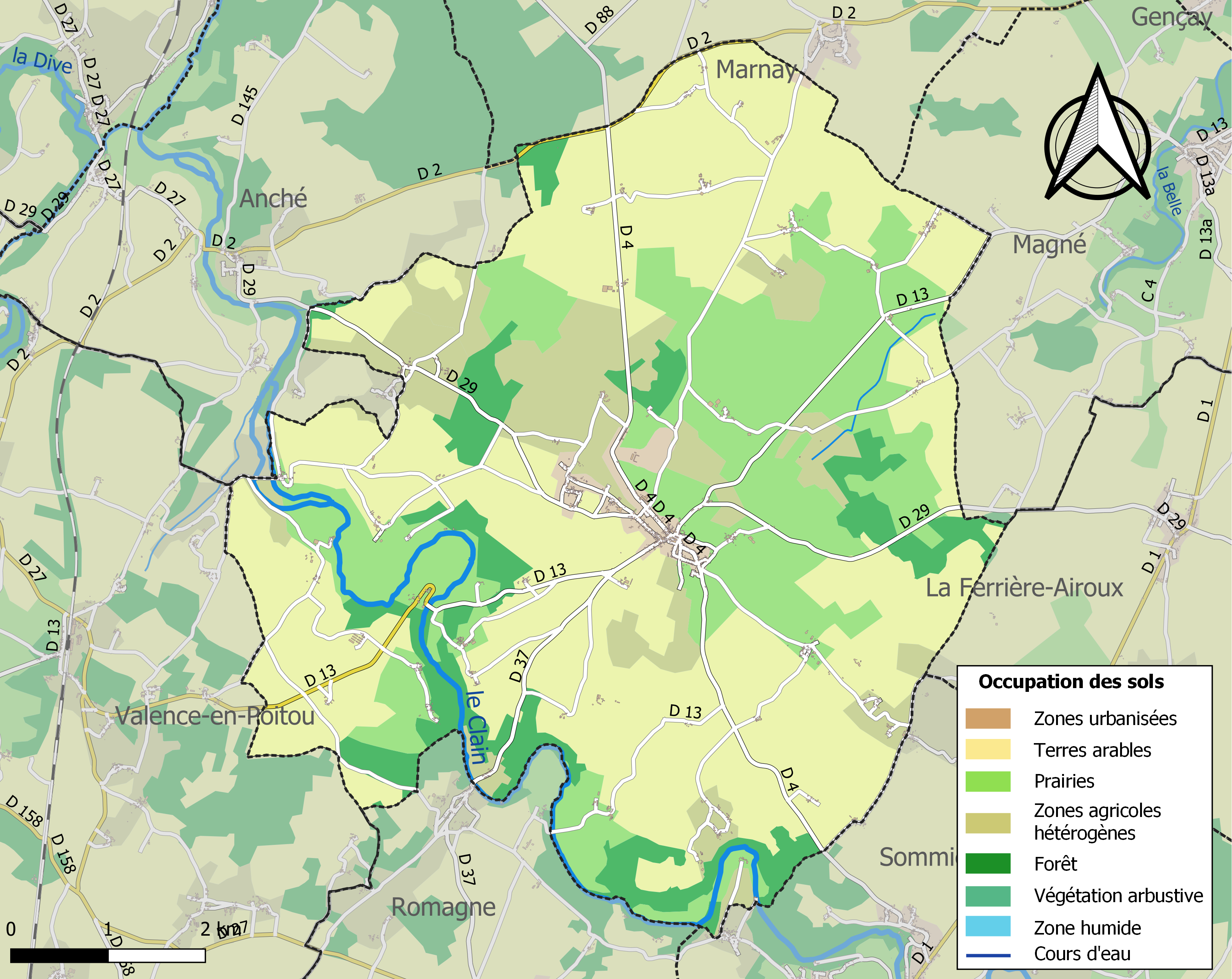
Carte des infrastructures et de l'occupation des sols de la commune en 2018 (CLC).

### Risques majeurs
Le territoire de la commune de Champagné-Saint-Hilaire est vulnérable à différents aléas naturels : météorologiques (tempête, orage, neige, grand froid, canicule ou sécheresse), inondations, mouvements de terrains et séisme (sismicité modérée). Il est également exposé à un risque technologique,  le transport de matières dangereuses, et à un risque particulier : le risque de radon. Un site publié par le BRGM permet d'évaluer simplement et rapidement les risques d'un bien localisé soit par son adresse soit par le numéro de sa parcelle.

#### Risques naturels
Certaines parties du territoire communal sont susceptibles d’être affectées par le risque d’inondation par débordement de cours d'eau, notamment le Clain. La commune a été reconnue en état de catastrophe naturelle au titre des dommages causés par les inondations et coulées de boue survenues en 1982, 1983, 1999 et 2010,.

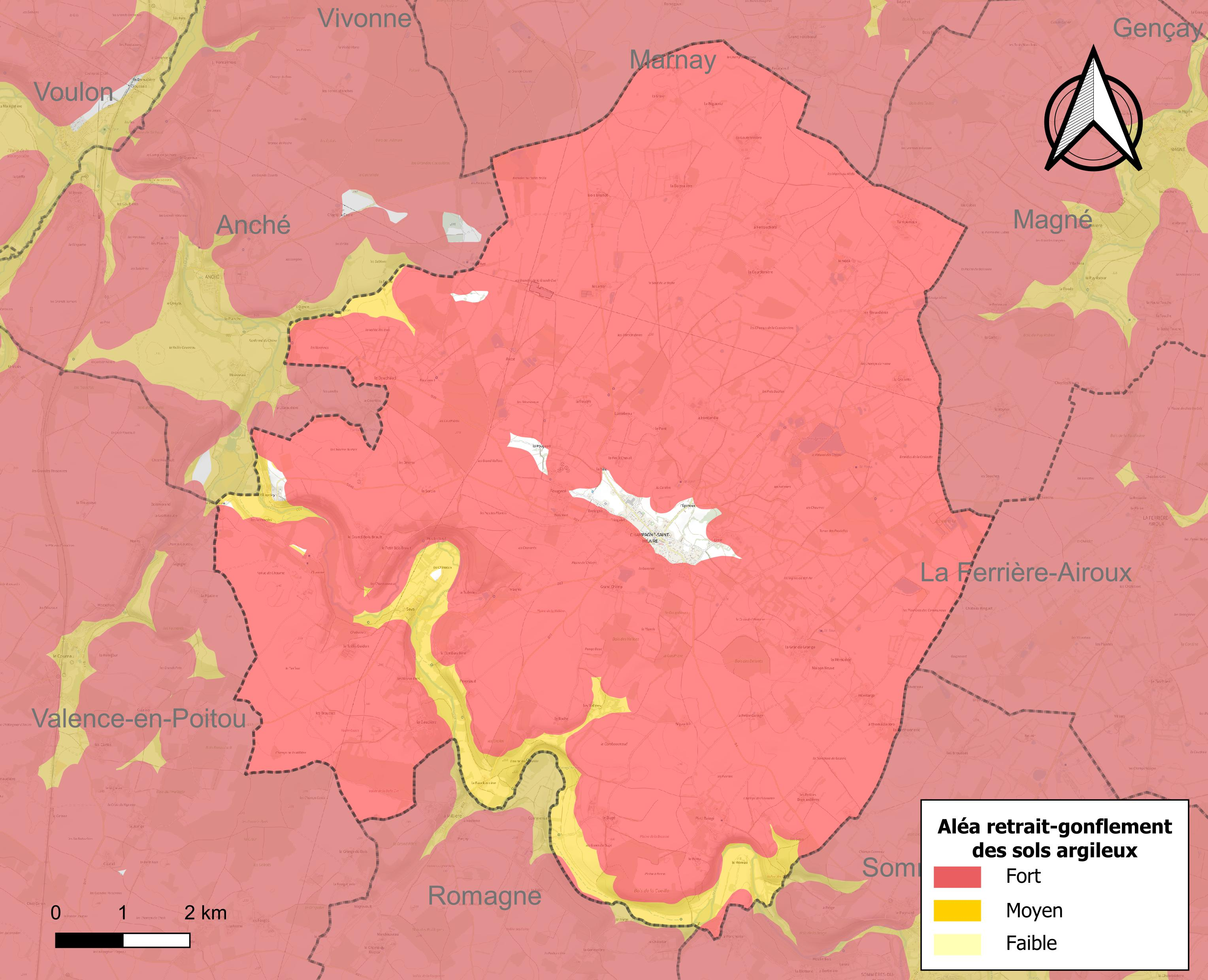
Carte des zones d'aléa retrait-gonflement des sols argileux de Champagné-Saint-Hilaire.

Les mouvements de terrains susceptibles de se produire sur la commune sont des affaissements et effondrements liés aux cavités souterraines (hors mines) et des tassements différentiels. Afin de mieux appréhender le risque d’affaissement de terrain, un inventaire national permet de localiser les éventuelles cavités souterraines sur la commune. Le retrait-gonflement des sols argileux est susceptible d'engendrer des dommages importants aux bâtiments en cas d’alternance de périodes de sécheresse et de pluie. 98,4 % de la superficie communale est en aléa moyen ou fort (79,5 % au niveau départemental et 48,5 % au niveau national). Depuis le 1er octobre 2020, en application de la loi ÉLAN, différentes contraintes s'imposent aux vendeurs, maîtres d'ouvrages ou constructeurs de biens situés dans une zone classée en aléa moyen ou fort,.
La commune a été reconnue en état de catastrophe naturelle au titre des dommages causés par la sécheresse en 1995, 2003, 2005, 2011 et 2017 et par des mouvements de terrain en 1999 et 2010.

#### Risque particulier
Dans plusieurs parties du territoire national, le radon, accumulé dans certains logements ou autres locaux, peut constituer une source significative d’exposition de la population aux rayonnements ionisants. Selon la classification de 2018, la commune de Champagné-Saint-Hilaire est classée en zone 3, à savoir zone à potentiel radon significatif.

## Histoire
Pendant l'été 507, une coalition commandée par Clovis, roi des Francs, cerne le royaume wisigoth d'Alaric II, qui tient sa cour dans la ville de Poitiers.
Voulon - et non Vouillé - serait le site de la bataille des Francs conduits par Clovis contre les Wisigoths d'Alaric II (les lieux cités par Henri Martin dans son « Histoire de France » sont : gué de la Biche, plateau de Sichar, plaine de Voulon, Mougon).
L'évêque d'Orléans, Mgr de Beauregard, estimait également que, selon les antiquaires de l'Ouest, l'action avait dû s'engager au sud de Poitiers, aux anciens gués du Clain à Mougon, et surtout à Voulon et qu'elle s'est terminée dans les plaines en avant de Champagné-Saint-Hilaire.
Champagné-Saint-Hilaire accueille favorablement les premières avancées de la Révolution française. Elle plante ainsi son arbre de la liberté, symbole de la Révolution. Il devient le lieu de ralliement de toutes les fêtes et des principaux événements révolutionnaires, comme le brûlement des titres féodaux en décembre 1793. Pour suivre le décret de la Convention du 25 vendémiaire an II invitant les communes ayant des noms pouvant rappeler les souvenirs de la royauté, de la féodalité ou des superstitions, à les remplacer par d'autres dénominations, la commune change de nom pour Champagné-la-Montagne, hommage à la Montagne.

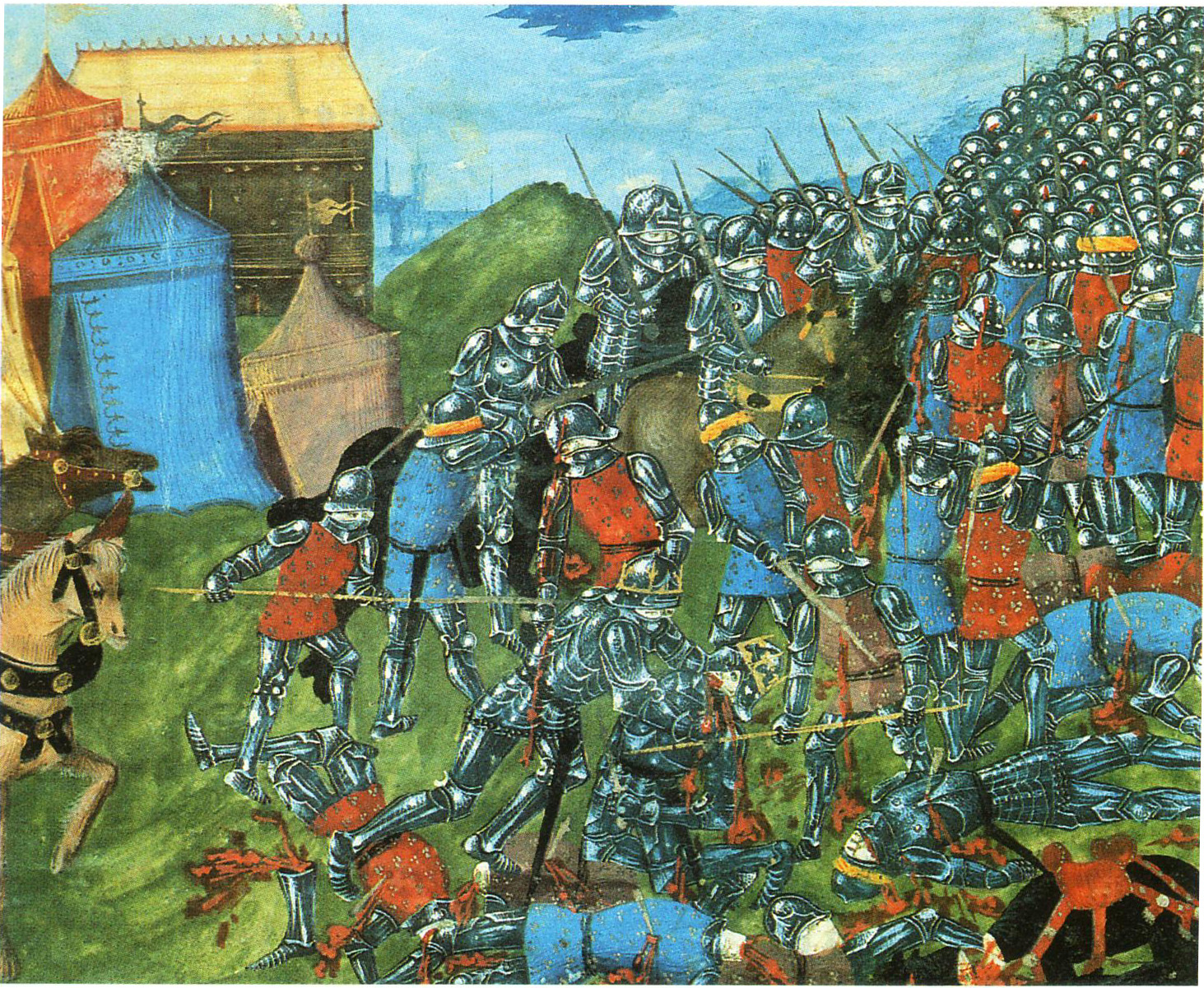
Clovis tuant Alaric II.

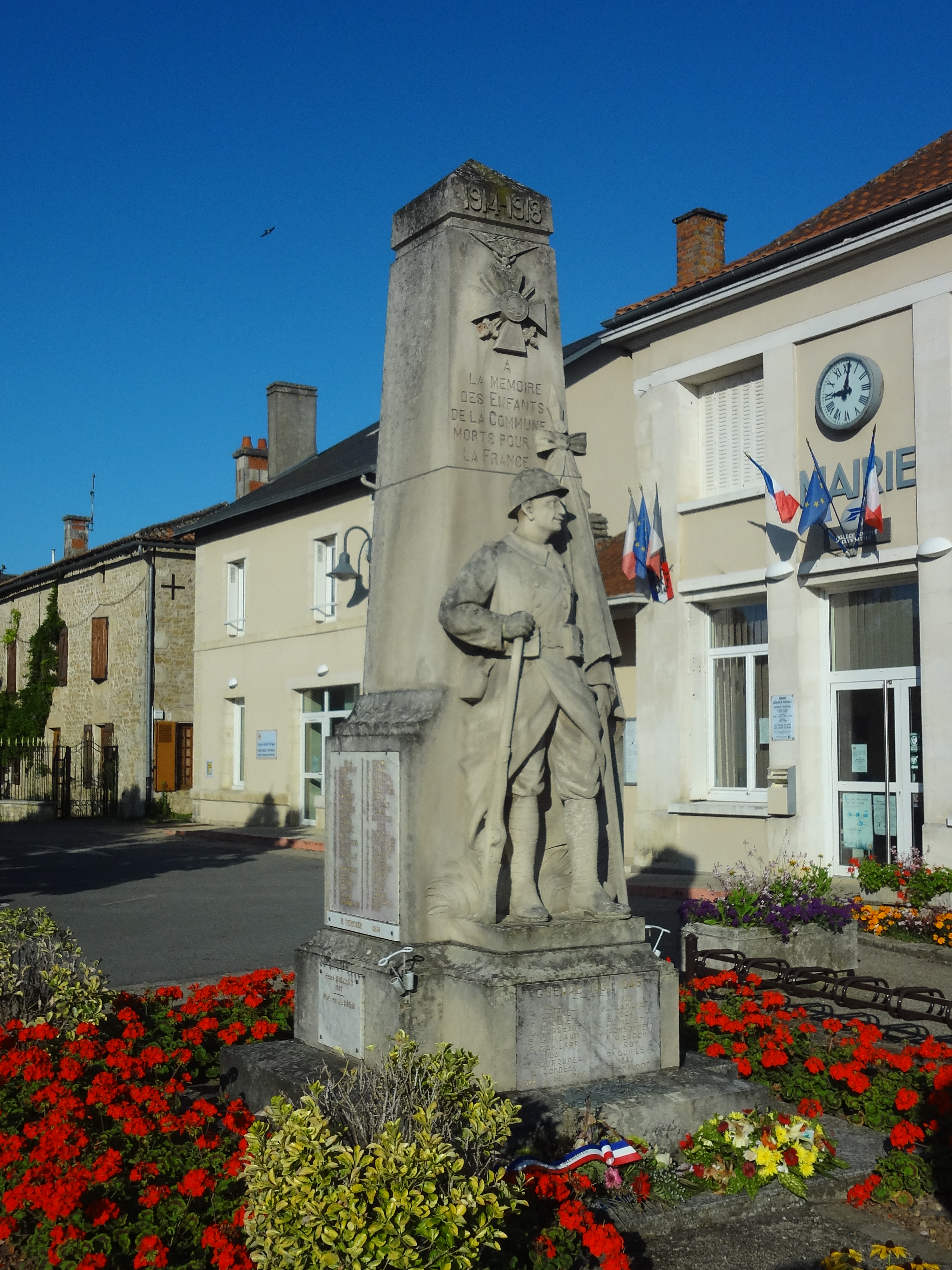
Monument aux morts de la Première Guerre mondiale.

De violents combats ont lieu entre les résistants des FFI et la Wehrmacht le 13 août  1944,.
Cette bataille a été engagée à l'initiative du maquis pour libérer les prisonniers sénégalais retenus dans les bâtiments du haras.

## Politique et administration

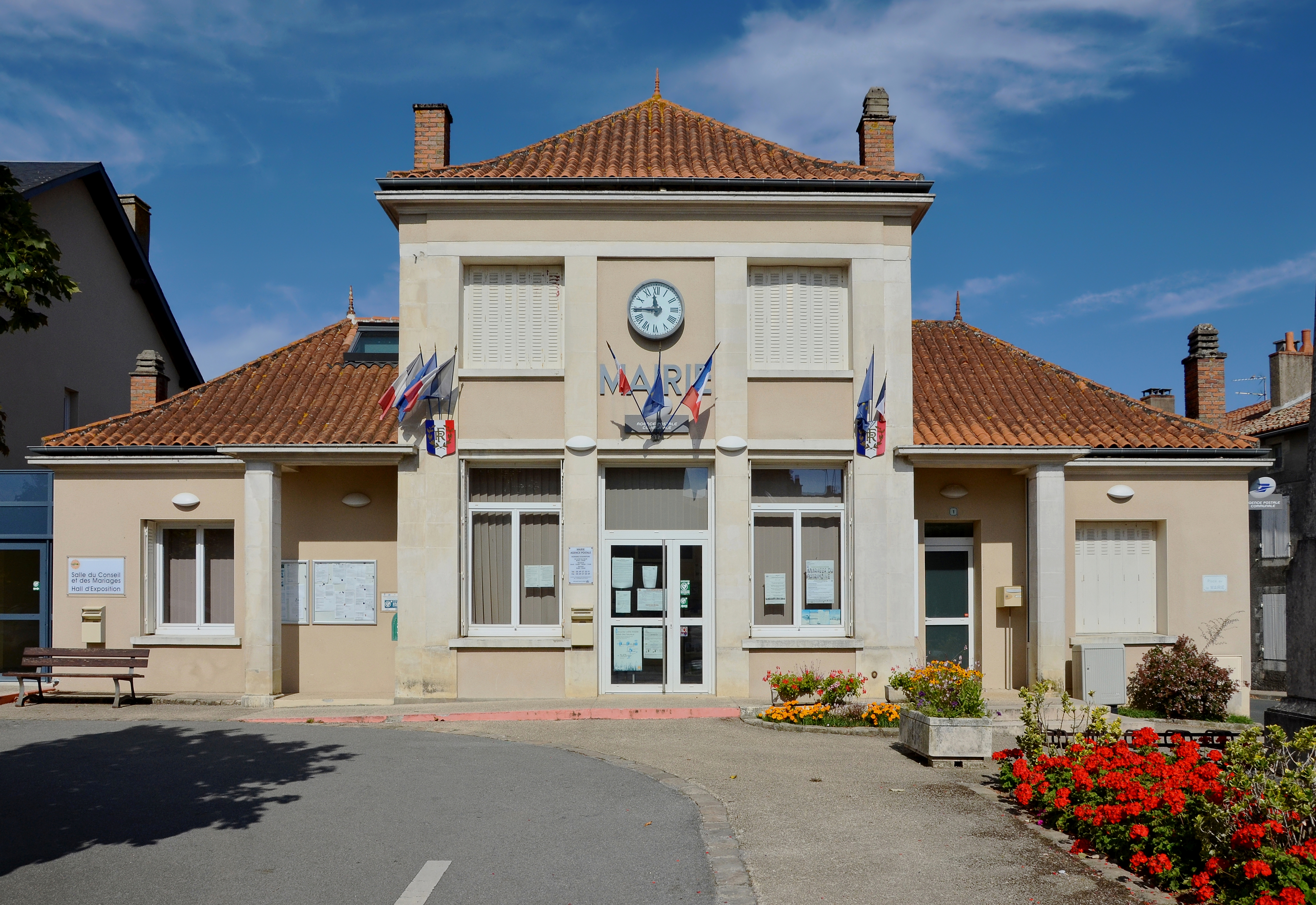
La mairie.

### Intercommunalité
Champagné-Saint-Hilaire appartient à la communauté de communes de Gençay composée de neuf communes (Gençay, Saint-Maurice-la Clouère, Champagné-Saint-Hilaire, Sommières, Château Garnier, Saint-Secondin, Magné, Brion, La Ferrière-Ayroux), au canton de Gençay (La communauté plus Usson du Poitou), au Pays Civraisien (composé de quatre communautés de communes et de 40 communes) et à l'arrondissement de Montmorillon.

### Liste des maires
| Période    | Période   | Identité          | Étiquette | Qualité |
| ---------- | --------- | ----------------- | --------- | ------- |
| avant 1988 | ?         | Maurice Gourdeau  |           |         |
| mars 2001  | mars 2008 | Françoise Pasquay |           |         |
| mars 2008  | mars 2014 | Gilles Bossebœuf  |           |         |
| 2014       | 2020      | Gilles Bosseboeuf |           |         |
| 2020       | en cours  | Gilles Bosseboeuf |           |         |

### Instances judiciaires et administratives
La commune relève du tribunal d'instance de Poitiers, du tribunal de grande instance de Poitiers, de la cour d'appel  Poitiers, du tribunal pour enfants de Poitiers, du conseil de prud'hommes de Poitiers, du tribunal de commerce de Poitiers, du tribunal administratif de Poitiers et de la cour administrative d'appel  de  Bordeaux, du tribunal des pensions de Poitiers, du tribunal des affaires de la Sécurité sociale de la Vienne, de la cour d’assises de la Vienne.

### Services publics
Les réformes successives de La Poste ont conduit à la fermeture de nombreux bureaux de poste ou à leur transformation en simple relais. Toutefois, la commune a pu maintenir le sien.

### Politique environnementale
Situé dans un environnement privilégié, la commune est sensible à la préservation de cet environnement.
Des points d'apports volontaires permettent de déposer les verres et cartons.
Une déchèterie ouverte tous les jours est à la disposition des habitants à Champagné-Saint-Hilaire. Une autre est située sur la commune de Gençay.

### Jumelages
- Breckerfeld (Allemagne).

## Population et société

### Démographie
L'évolution du nombre d'habitants est connue à travers les recensements de la population effectués dans la commune depuis 1793. Pour les communes de moins de 10 000 habitants, une enquête de recensement portant sur toute la population est réalisée tous les cinq ans, les populations de référence des années intermédiaires étant quant à elles estimées par interpolation ou extrapolation. Pour la commune, le premier recensement exhaustif entrant dans le cadre du nouveau dispositif a été réalisé en 2004.

En 2022, la commune comptait 994 habitants, en évolution de −2,26 % par rapport à 2016 (Vienne : +0,6 %, France hors Mayotte : +2,11 %).
| 1793  | 1800  | 1806  | 1821  | 1831  | 1836  | 1841  | 1846  | 1851  |
| ----- | ----- | ----- | ----- | ----- | ----- | ----- | ----- | ----- |
| 1 150 | 1 250 | 1 229 | 1 280 | 1 424 | 1 431 | 1 524 | 1 635 | 1 645 |

| 1856  | 1861  | 1866  | 1872  | 1876  | 1881  | 1886  | 1891  | 1896  |
| ----- | ----- | ----- | ----- | ----- | ----- | ----- | ----- | ----- |
| 1 653 | 1 586 | 1 678 | 1 624 | 1 624 | 1 628 | 1 722 | 1 707 | 1 746 |

| 1901  | 1906  | 1911  | 1921  | 1926  | 1931  | 1936  | 1946  | 1954  |
| ----- | ----- | ----- | ----- | ----- | ----- | ----- | ----- | ----- |
| 1 683 | 1 701 | 1 632 | 1 462 | 1 491 | 1 335 | 1 341 | 1 304 | 1 343 |

| 1962  | 1968  | 1975 | 1982 | 1990 | 1999 | 2004 | 2006 | 2009 |
| ----- | ----- | ---- | ---- | ---- | ---- | ---- | ---- | ---- |
| 1 275 | 1 161 | 980  | 879  | 855  | 821  | 906  | 917  | 941  |

| 2014 | 2019 | 2022 | - | - | - | - | - | - |
| ---- | ---- | ---- | - | - | - | - | - | - |
| 997  | 995  | 994  | - | - | - | - | - | - |

En 2008, selon l'INSEE, la densité de population de la commune était de 21 hab./km2, 61 hab./km2 pour le département, 68 hab./km2 pour la région Poitou-Charentes et 115 hab./km2 pour la France.

### Enseignement
Une école publique accueille 89 élèves répartis en 4 classes :
Classe des PS-MS : 25 élèves ;
Classe des GS-CP : 23 élèves ;
Classe des CE1-CE2 : 25 élèves ;
Classe des CM1-CM2 : 16 élèves.
Une école privée, sans contrat avec le ministère de l’Éducation nationale, est installée à la Boisnalière.

### Sports
La commune dispose de nombreux équipement sportifs : City Parc, terrains de football, courts de tennis, terrain de basket, terrain de pétanque, etc.
Le haras, ancienne propriété du baron Edmond de Rothschild, accueille une centaine de chevaux sur plus de 100 hectares pour l'entraînement de chevaux de course, dressage, élevage.

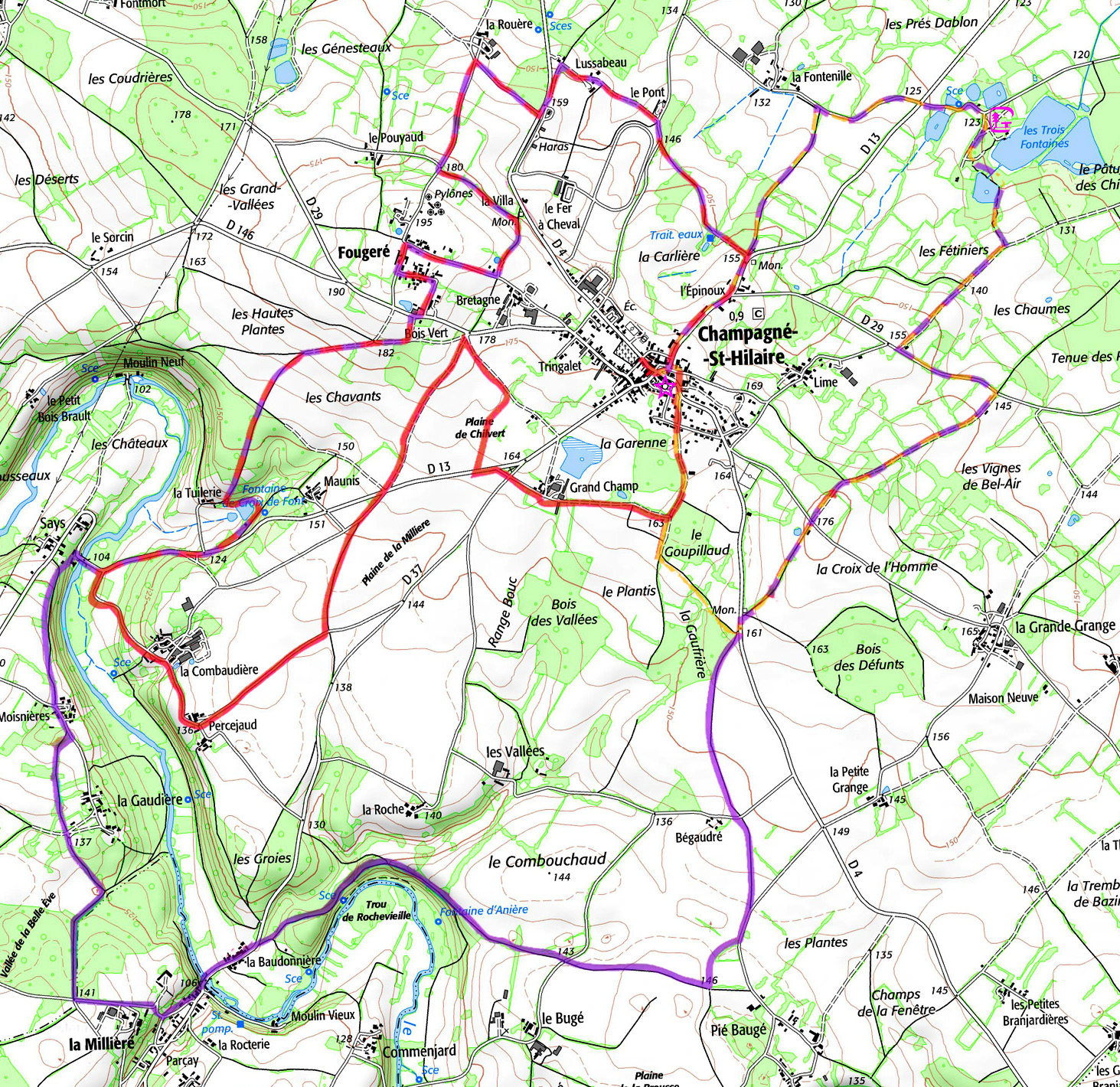
Carte des promenades autour de Champagné ST. Hilaire

Trois sentiers de promenades et de randonnée à la journée sont balisés sur la commune:
- Circuit 1 - 11 km Sur les pas de André Léo, circuit thématique sur lequel vous trouverez des pupitres contenant des extraits du livre Un mariage scandaleux.
- Circuit 2 - 7 km.
- Circuit 3 - 19 km.

## Économie

### Commerces
- Restaurant/Bar : Aux petits oignons.(fermeture prochaine)
- Agence Postale(hébergée par la mairie)
- Épicerie (épicerie, journaux, tabac, pain...)
- Magasin à la ferme
- Login Entreprise (conseil logistique, commerce de logiciels)
- ESCAL'LAB (label et production musicale)
- Garage Raveau (réparation automobile-station service)
- Animo Solution (Éducation canine.Pension et élevage canin et félin)
- Coiffure lonli lonla (coiffeuse)
- Escale bien-être (soins esthétiques)
- Haras : l'écurie Saint-Hilaire est un haras de 100 hectares qui accueillent une centaine de chevaux destinés aux courses. C'est une ancienne propriété du baron Edmond de Rothschild. L'association "Trot 86" qui gère l'écurie ouvre ses portes et en propose sa visite afin de découvrir ses centres d'activités d'entraînement de chevaux de course, dressage, élevage.
- Le relais du Haras (maison d'hôtes de charme)
- Gîte rural du Moulin-de-Chaume (gîte rural)
- Gîte d'étapes Eric-et-Julia
- Gîte d'étape Marguerite.

### Agriculture
Selon la direction régionale de l'Alimentation, de l'Agriculture et de la Forêt de Poitou-Charentes, il n'y a plus que 44 exploitations agricoles en 2010 contre 51 en 2000.
Les surfaces agricoles utilisées ont diminué et sont passées de 3 031 hectares en 2000 à 2 616 hectares en 2010. 37 % sont destinées à la culture des céréales (blé tendre essentiellement mais aussi orges et maïs), 18 % pour les oléagineux (colza et tournesol), 20 % pour le fourrage et 19% reste en herbes.
11 hectares de tabac sont encore cultivés. C’est un des derniers témoignage de la culture du tabac dans le département de la Vienne. 35 tonnes sont produites chaque année en moyenne. Le tabac est revendu à la coopérative Poitou Tabac.
13 exploitations en 2010 (contre 25 en 2000) abritent un élevage de bovins (1 511 têtes en 2010 contre 2 012 en 2000). C’est un des troupeaux de bovins les plus importants du département de la Vienne qui rassemblent 48 000 têtes en 2011. 11 exploitations en 2010 (contre 15 en 2000) abritent un élevage d'ovins (1 079 têtes en 2010 contre 1 269 têtes en 2000). Cette évolution est conforme à la tendance globale du département de la Vienne. En effet, le troupeau d’ovins, exclusivement destiné à la production de viande, a diminué de 43,7 % de 1990 à 2007.

### Tourisme et Loisirs
La base de loisirs des Trois-Fontaines s'étend sur un espace naturel de 15 hectares.
Divers circuits de randonnées passent par la base de loisirs pour profiter du calme et de la beauté de ce site classé Zones Naturelles d’Intérêt Ecologique Faunistique et Floristique (ZNIEFF). Cette zone a pour objectif d’identifier et de décrire des secteurs présentant de fortes capacités biologiques et un bon état de conservation.
Les deux étangs (un d’un hectare et demi et l’autre de six hectares) sont ouverts à la pêche communale. Tout au long de l’année la commune et de nombreuses associations animent cet espace. Des jeux d’enfants sont accessibles, une aire de pique nique, un mini-golf, un barbecue ainsi qu’un terrain de boules.

## Culture locale et patrimoine

### Lieux et monuments

#### Patrimoine religieux
- L'église romane de Champagné-Saint-Hilaire est dédiée à saint Gervais et à saint Protais. Le portail a été inscrit au titre des monuments historique en 1925[36].

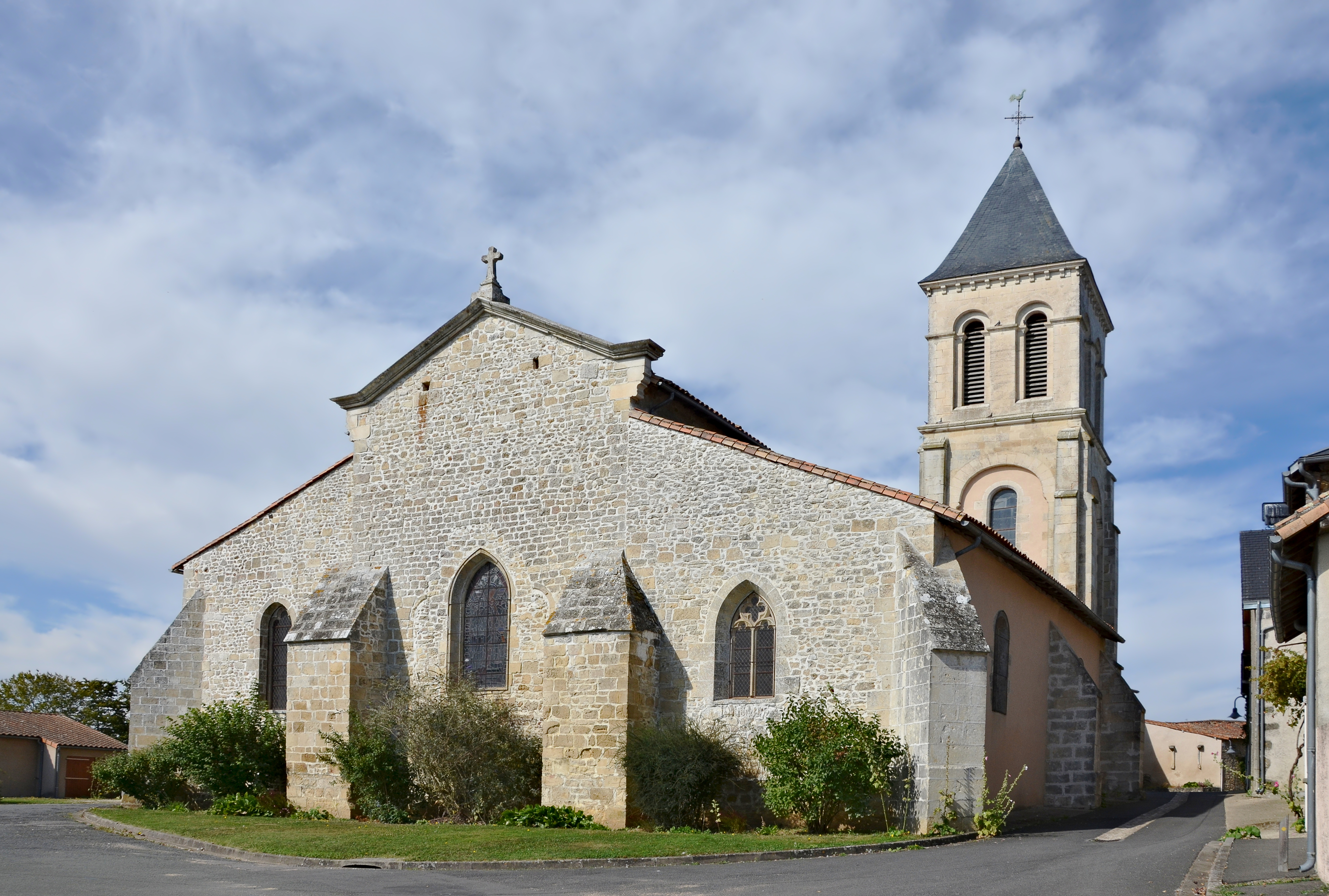
Le chevet plat de l'église.
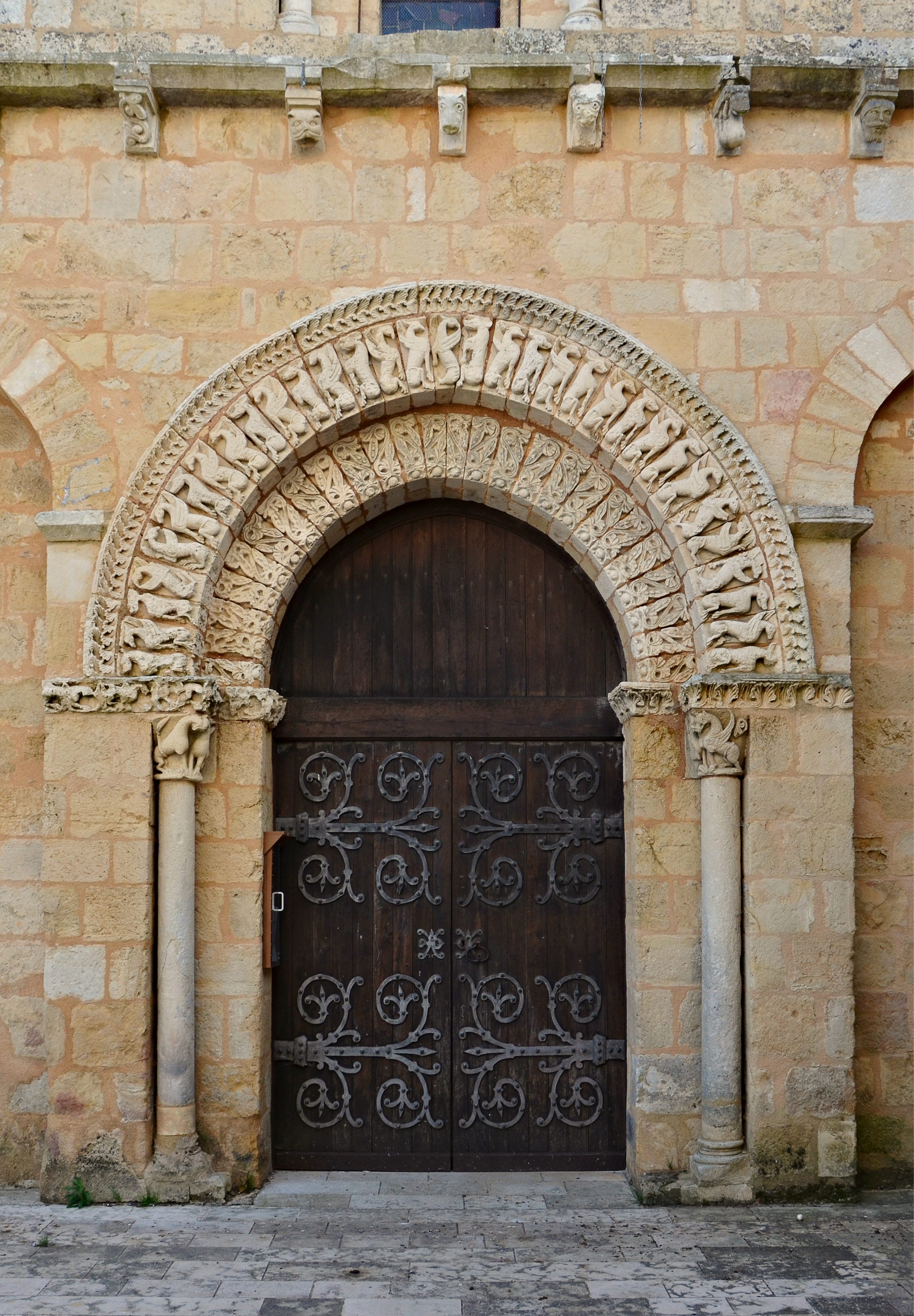
Le porche.
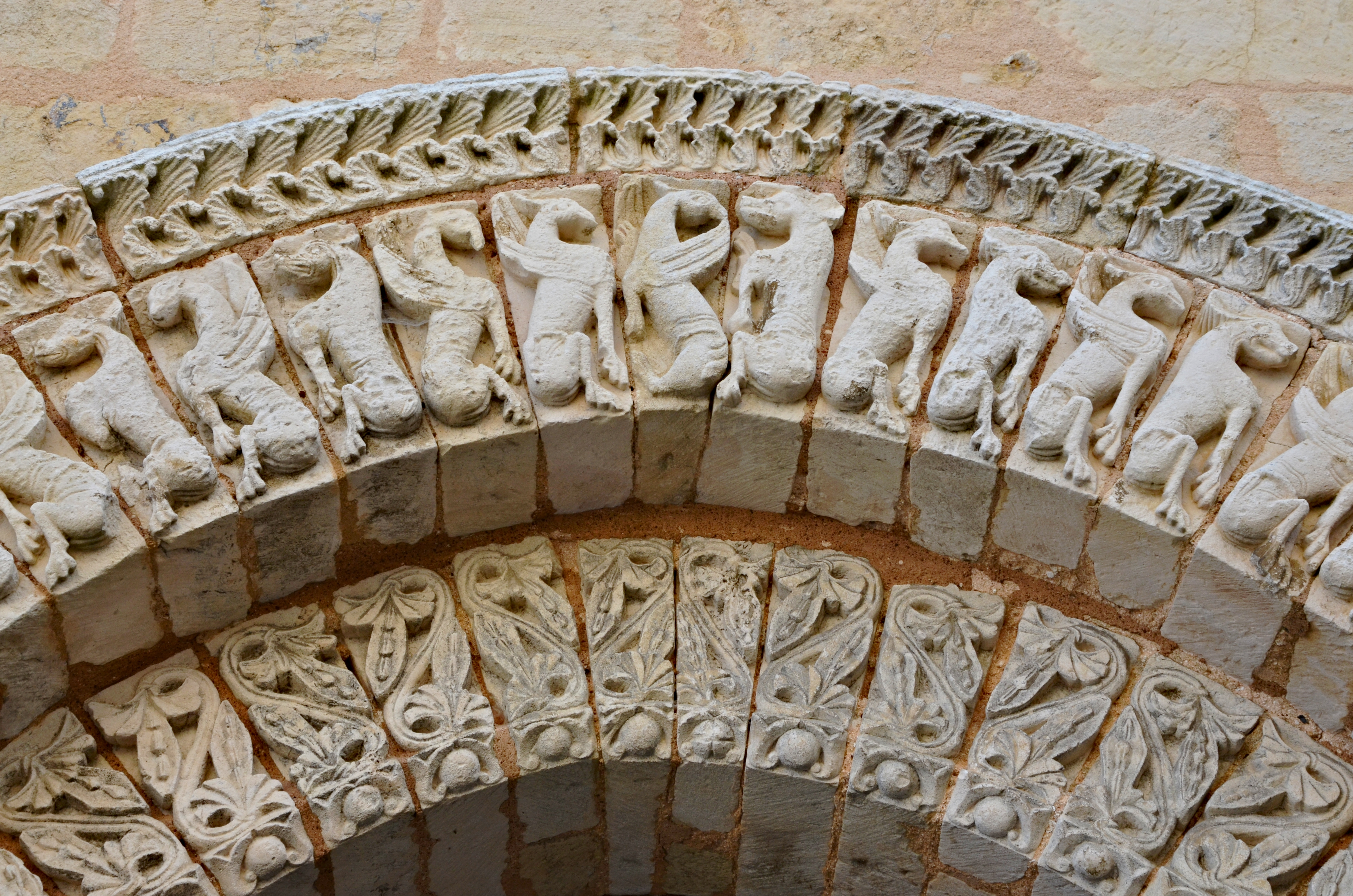
Détail des archivoltes du porche.

- Abbaye de Moreaux dont l'église est inscrite comme Monument historique depuis 1930.
- La croix de Tringalet, surnommée aussi, la croix Saint-Braillard : elle date de 1847. Les villageois y amenaient les enfants colériques pour les calmer d’où son surnom. Les jeunes mariées venaient, aussi, y accomplir trois fois le tour pour ne pas être stériles[37].

#### Patrimoine naturel
- Le village est perché sur un horst, la butte de Fougeré, qui atteint 195 m.

##### Le coteau de la Cueille
Le coteau de la Cueille est situé sur le territoire de deux communes : Champagné-Saint-Hilaire et Sommières-du-Clain. Cette région est marquée par la jonction entre les terres de brandes situées au Nord-Est du département de la Vienne et les Terres Rouges à châtaignier (ce sont des sols couleur acajou, siliceux, dérivés d’argiles ferrugineuses à silex provenant d’épandages superficiels du Massif central) du Sud-Est. Le Clain y a taillé son lit dans les calcaires et il dessine de profonds méandres. Ces derniers sont surmontés de coteaux dont la dénivellation reste modeste : environ une trentaine de mètres. Toutefois, par endroits, la pente peut être assez raide. C’est, notamment, le cas  pour le coteau de la Cueille.
Le coteau comprend un versant boisé qui est orienté Nord-Ouest. Cette orientation a créé un microclimat caractérisé par sa fraîcheur et son humidité. En bas de la pente des affleurements rocheux massifs apparaissent. Ce bois qui s’est développé dans cet environnement, est essentiellement constitué de charmes et de chênes pédonculés  mêlés de quelques tilleuls. La strate arbustive est dominée par le noisetier qui est très abondant.
La strate herbacée de la forêt du coteau de la Cueille est très spectaculaire visuellement en raison de la floraison, au printemps, de plusieurs plantes aux coloris éclatants : d’abord, le blanc des anémones, le bleu des jacinthes et le jaune des lamiers puis aux mois d’avril et de mai avec le violacé de la Lathrée clandestine.
Le microclimat du coteau a permis, aussi, le développement de plusieurs espèces de fougères, dont la Scolopendre.
Toutefois, malgré sa beauté esthétique le coteau de la Cueille doit, d’abord, son classement et sa protection en tant que zone naturelle d'intérêt écologique, faunistique et floristique  (ZNIEFF) à la présence de deux plantes d’une grande rareté : l’Hellébore vert et l’Aspérule odorante.

### Équipements culturels
La bibliothèque municipale est dotée d’un espace spécifique pour y présenter son fonds d’ouvrages et accueillir le public. Un poste informatique ainsi qu'un accès Internet sont mis à disposition des utilisateurs.
La bibliothèque municipale travaille en partenariat avec la bibliothèque départementale de la Vienne et le Pays Civraisien. Cette dernière a déposé 1 300 ouvrages qui sont renouvelés deux fois par an. Une navette permet de répondre aux demandes spécifiques des lecteurs aussi rapidement que possible. La bibliothèque départementale de la Vienne et le Pays Civraisien apporte aussi son aide pour les animations (expositions, auteurs, conteurs…).

### Personnalités liées à la commune
- André Léo (Léodie Béra) (1824-1900), romancière, journaliste et féministe française[39]. qui passa ici son enfance, son père y étant juge de paix.
- Joseph-Charles Béra (1758-1839), homme politique.